# Kaiser (Schiff, 1859)
Die SMS Kaiser war das letzte von der österreichischen Marine gebaute hölzerne Linienschiff des Kaisertums Österreich bzw. ab 1867 Österreich-Ungarns sowie dessen einziges Schraubenlinienschiff.

## Geschichte

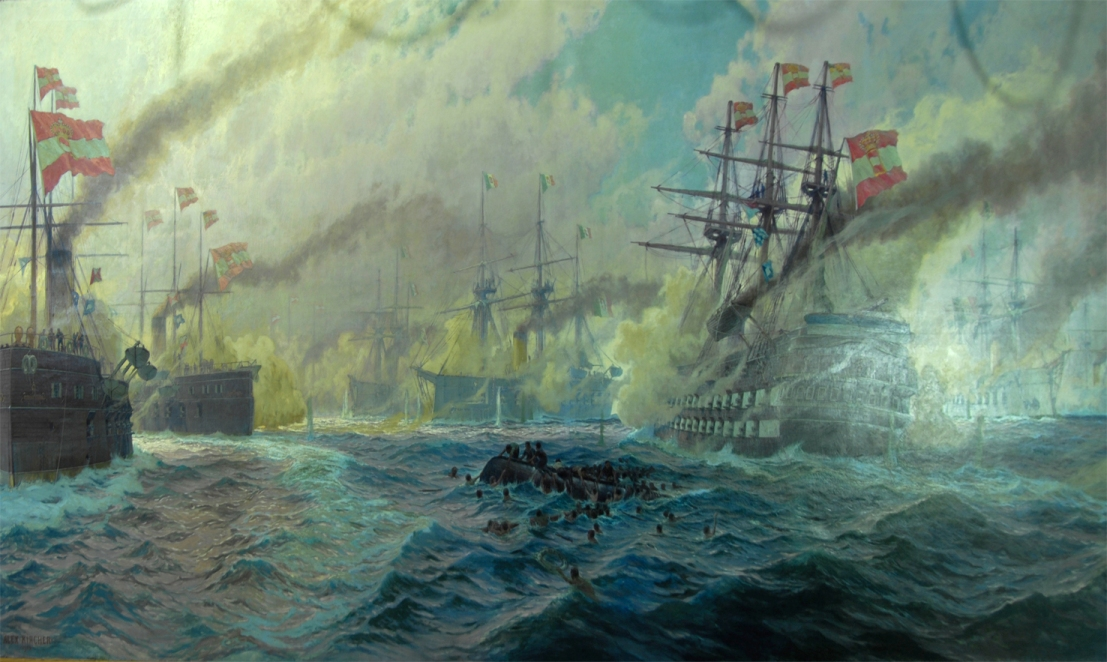
SMS Kaiser während der Seeschlacht von Lissa. Monumentalgemälde von Alexander Kircher (Heeresgeschichtliches Museum, Wien)

Die Kaiser wurde am 25. März 1855 auf der Marinewerft von Pola (heute Pula) auf Kiel gelegt, am 4. Oktober 1858 vom Stapel gelassen und 1859 in Dienst gestellt. Im Februar 1864 trat das österreichische Kaiserreich an der Seite Preußens in den Deutsch-Dänischen Krieg ein. Die Kaiser wurde mit der Panzerfregatte Juan de Austria und zwei kleineren Schiffen unter Vizeadmiral Bernhard von Wüllerstorf-Urbair nach Cuxhaven entsandt, um die preußische Marine im Kampf gegen Dänemark zu unterstützen. Dabei nahm die Kaiser am 9. Mai 1864 am Seegefecht vor Helgoland teil.
Zwei Jahre später nahm das Schiff unter Kontreadmiral Wilhelm von Tegetthoff und dem Befehl des Linienschiffskapitäns Anton von Petz an der Seeschlacht von Lissa am 20. Juli 1866 teil und war damit das einzige der weltweit etwa 100 gebauten Schraubenlinienschiffe, das jemals im Kampf eingesetzt wurde. Dabei überstand es den Kampf mit mehreren italienischen Panzerschiffen, unter anderem mit dem Re di Portogallo. 1902 wurden die Maschinenanlage sowie die Bewaffnung ausgebaut, das Schiff wurde in Bellona umbenannt und bis 1918 in Pola als Hulk verwendet. Der weitere Verbleib des Schiffes ist unbekannt.

## Technik

### Maße
Das Schiff hatte eine Gesamtlänge von 74,02 m, eine Breite von 16,20 m und einen Tiefgang von 7,40 m. Die Verdrängung lag bei 5.277 t. Nach der Umrüstung zum Panzerschiff hatte das Schiff eine Gesamtlänge von 78 m, eine Breite von 17,75 m und eine Verdrängung von 5.810 Tonnen.

### Antrieb
Die Kaiser war mit einer 2-Zylinder-Dampfmaschine ausgestattet, die eine Welle antrieb und insgesamt 800 PS (588 kW) entwickelte. Der Dampf wurde von 6 Dampfkesseln geliefert. Nach den Umbauten 1870 erhöhte sich die Leistung auf 2.786 PS (2.078 kW), was dem Schiff bei 11,5 Knoten (21 km/h) eine Reichweite von 1.519 Seemeilen (2.813 km) ermöglichte. Die Besatzung des Schiffes bestand bei Indienststellung aus 900 Offizieren und Mannschaften.

### Bewaffnung
Die Kaiser war mit 16 60-Pfünder- und 74 30-Pfünder-Glattrohrkanonen sowie zwei 24-Pfünder-Wahrendorff-Hinterladern ausgestattet.
1871 wurde das Schiff mit zehn 23-cm-Armstrong-Vorderladergeschützen mit gezogenem Lauf in einer zentralen Kasematte sowie sechs 8-Pfünder-Vorderladerkanonen ausgerüstet.

### Panzerung
Als Panzerschiff war die Kaiser mit einem Panzergürtel ausgestattet, der sich über die gesamte Länge des Schiffes erstreckte. Mittschiffs auf Höhe der zentralen Zitadelle war der Gürtel 152 mm dick. An Bug und Heck verjüngte er sich auf 102 mm. Die Kasematte war mit einer 127 mm dicken Panzerung geschützt.